# 1000 Miglia: Great 1000 Miles Rally
1000 Miglia: Great 1000 Miles Rally is een racespel uit 1994 van Kaneko. Het werd initieel uitgegeven voor Arcade.

## Spelverloop
Het spel speelt zich af in Italië en Republiek San Marino waar een race van 1000 kilometer wordt gehouden.
Bij start van het spel selecteert de speler de gewenste wagen: Ferrari 250 TR, Ferrari 250 GTO, Ferrari 290 MM, Jaguar D-Type, Porsche 550A, Alfa Romeo Giulietta, Alfa Romeo 8C 2300, Bugatti Type 57, Mercedes-Benz SSKL of Mercedes-Benz 300 SLR.
Vervolgens selecteert de speler vanaf welke etappe hij wil starten. Indien de speler vanaf het eerste level start, dan is het traject van begin tot einde: Brescia - Verona - Ferrara - Ravenna - Rimini - San Marino - Ancona - Gubbio - Terni - Rome - Siena - Bologna - Brescia.
Elke etappe moet binnen een voorgedefinieerde tijd worden gereden. Indien men deze tijdslimiet niet haalt, is het spel afgelopen.